# Carl Wickland
Le docteur Carl Wickland (14 février 1861 - 13 novembre 1945) était un psychiatre américain connu pour ses méthodes de guérison mettant en œuvre des techniques de spiritisme. Il devient surtout célèbre après la parution de ses mémoires en 1924: Trente ans parmi les morts.

## Psychiatre
Immigrant suédois, il étudia la médecine aux États-Unis et obtint son diplôme du Durham Medical College, près de Chicago, Illinois. Il commença ensuite sa carrière de médecin en se spécialisant dans les maladies mentales.
En 1909, il devint responsable du service psychiatrique de la National Psychopathic Institute, toujours à Chicago.
En 1918, il s'installa à Los Angeles, Californie, et fonda le National Psychological Institute.

## Spirite
Le docteur Wickland, fervent adepte de la doctrine du spiritisme, considérait que la plupart de ses malades mentaux se trouvaient sous l'emprise d'esprits mauvais ou ignorants. Il entreprit donc d'entrer en communication avec ces esprits obsessionnels afin de les convaincre de libérer le malade. Pour cela il bénéficiait de l'aide de sa femme qui jouait le rôle de médium.
Le docteur Wickland résume ainsi son point de vue dans l'introduction de son livre, Trente ans parmi les morts :
- "Le monde spirituel et le monde physique interagissent constamment; le plan spirituel n'est pas vaporeux et inconsistant, il est réel et naturel."
- "La mort ne fait pas un saint d'un pêcheur, ni un sage d'un fou. La mentalité d'un décédé est la même qu'avant son trépas."
- "Dépourvus de corps physique à travers lequel ils pourraient satisfaire leurs basses tendances, beaucoup d'êtres désincarnés sont attirés vers la lumière magnétique qui émane des mortels et, consciemment ou non, ils s'attachent à l'aura magnétique de ces derniers".
- "Cette intrusion altère les facultés de la personne envahie, résultant en un changement apparent de personnalité… Il peut en résulter une véritable folie, variant en degrés de la simple aberration mentale à tous les types de démence, ainsi qu'à la dépression, l'hystérie, l'épilepsie, la mélancolie, la schizophrénie, les phobies, et les manies, aussi bien qu'à l'amnésie partielle ou totale, la débilité psychique, l'alcoolisme et la dipsomanie, l'immoralité et la bestialité et toutes les formes de criminalité."

## Rôle essentiel de Madame Wickland
Dès le chapitre 2 de ses mémoires, le docteur Wickland explique sa manière de procéder :
"Ma femme s'est révélée une excellente médium et des intelligences désincarnées peuvent aisément la "contrôler", c'est-à-dire prendre momentanément possession d'elle pour communiquer avec les personnes physiques."
De ce fait, le docteur Wickman s'adresse directement à l'esprit lorsque l'esprit prend possession du corps de sa femme et entame alors un dialogue pour comprendre pourquoi cet esprit "parasite" son malade :
"Quelques jours après l'arrivée de Madame L.W. à notre Institut, l'esprit de l'homme sarcastique (qui martyrise Madame L.W.), fut délogé et autorisé à contrôler Madame Wickland." S'ensuit alors une longue discussion (8 pages) entre l'esprit et Monsieur Wickland, afin de comprendre les raisons de cette influence hostile.

## Publications
- (fr) Trente ans parmi les morts, La Pierre d'Angle Exergue, Collecion des deux mondes, 1997,  (ISBN 2-911525-09-4)
- (en) Thirty years among the dead, Newcasle Pub Co Inc, 1974,  (ISBN 978-0-87877-025-0) (à titre d'exemple, en effet ce livre est constamment réédité par plusieurs éditeurs américains).
- (en) The gateway of understanding, Kessinger Publishing, 2006,  (ISBN 978-1-4254-8658-7)
- (de) Dreißig Jahre unter den Toten, Reichl Verlag St. Goar, 2006,  (ISBN 978-3-87667-001-0)
- Japan. Édition of Thirty years among the dead : 758 pages, Febr. 2003,  (ISBN 978-4-89295-482-5)